# Friedrich Petri (Philologe)
Friedrich Karl Wilhelm Petri (* 17. Februar 1866 in Behrenhoff; † 8. September 1951 in Greifswald) war ein deutscher Philologe, Gymnasiallehrer und Schulleiter.

## Leben
Friedrich Petri war Sohn des evangelischen Pfarrers Gustav Petri (1809–1884). Er besuchte das Gymnasium Anklam und das Gymnasium in Gartz (Oder), bestand das Abitur und studierte an der Universität Greifswald Philologie, Germanistik und Evangelische Theologie.
Für seine Arbeit Klopstocks Dichtersprache in ihrer Entwicklung, Geltung und Wirkung wurde er 1892 mit einem Preis geehrt. 1893 leistete er seinen Militärdienst. 1894 wurde er zum Dr. phil. promoviert. Vor der wissenschaftlichen Prüfungskommission zu Greifswald bestand er am 25. Juni 1895 das Staatsexamen. Er absolvierte sein Seminar- und Probejahr am Gymnasium Greifswald und am Marienstiftsgymnasium in Stettin.
Nach Ablauf des Probejahres war er als wissenschaftlicher Hilfslehrer am Marienstiftsgymnasium, am Schiller-Realgymnasium und an der Friedrich-Wilhelm-Realgymnasium zu Stettin tätig. Ostern 1899 wurde er Oberlehrer am Gymnasium Anklam, ab 1910 dort Direktor. Mit 61 Jahren wurde er noch Corpsstudent, 1927 bei Vandalia Rostock und 1928 als Corpsschleifenträger bei Baltia Greifswald. 1931 wurde er pensioniert.

## Schriften
- Klopstocks Dichtersprache in ihrer Entwicklung, Geltung und Wirkung. 1892.
- Kritische Beiträge zur Geschichte der Dichtersprache Klopstocks. 1893.
- Nachträge zur Geschichte der Dichtersprache Klopstocks. 1914. (Digitalisat)